# 1704

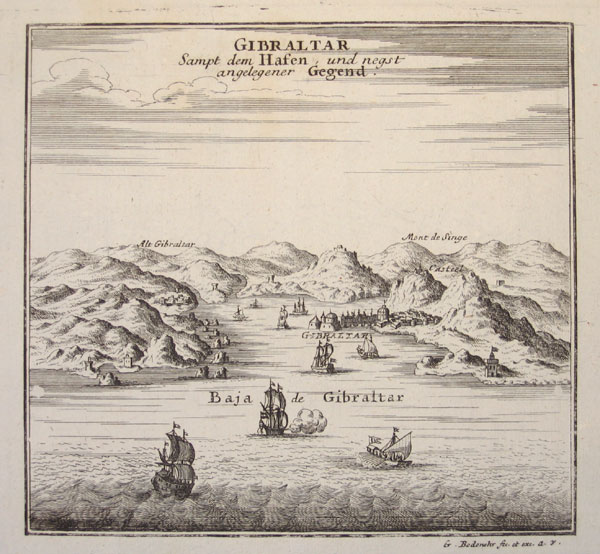
Gibraltar ca. 1704

Het jaar 1704 is het 4e jaar in de 18e eeuw volgens de christelijke jaartelling.

## Gebeurtenissen
februari
- 29 - Fransen en Indianen richten het Bloedbad van Deerfield aan in een Engelse kolonie in Québec.

mei
- 17 - De eerste steen wordt gelegd voor Slot Ludwigsburg in het Hertogdom Württemberg.

juli
- 2 Troepen van de Liga van Augsburg bestormenSchellenberg.

augustus
- 4 - Een Engels-Nederlandse coalitievloot verovert Gibraltar. Sindsdien blijft de doorvaart door de straat van Gibraltar onder Engels toezicht en is de rots een Britse exclave.
- 13 - In de Slag bij Höchstädt brengt de geallieerde opperbevelhebber John Churchill, hertog van Marlborough, de Frans-Beierse troepen een beslissende nederlaag toe.
- 24 - De Zeeslag bij Málaga tussen een Brits-Nederlandse en een Franse vloot eindigt onbeslist, waarna de Fransen zich terugtrekken.

december
- 31 - Uitbarsting van de vulkaan El Teide op Tenerife.

zonder datum
- Peter de Grote sticht de marinebasis bij het in aanbouw zijnde Sint-Petersburg. Aan het hoofd van de scheepswerf en de Oostzeevloot stelt hij de Noors/Nederlandse zeevaarder Cornelis Cruys.

## Muziek
- Tomaso Albinoni schrijft zijn 6 Sonate da Chiesa for Violin & Bass, Opus 4
- François Couperin schrijft Sept versets du Motet de Psaume LXXXV

## Bouwkunst

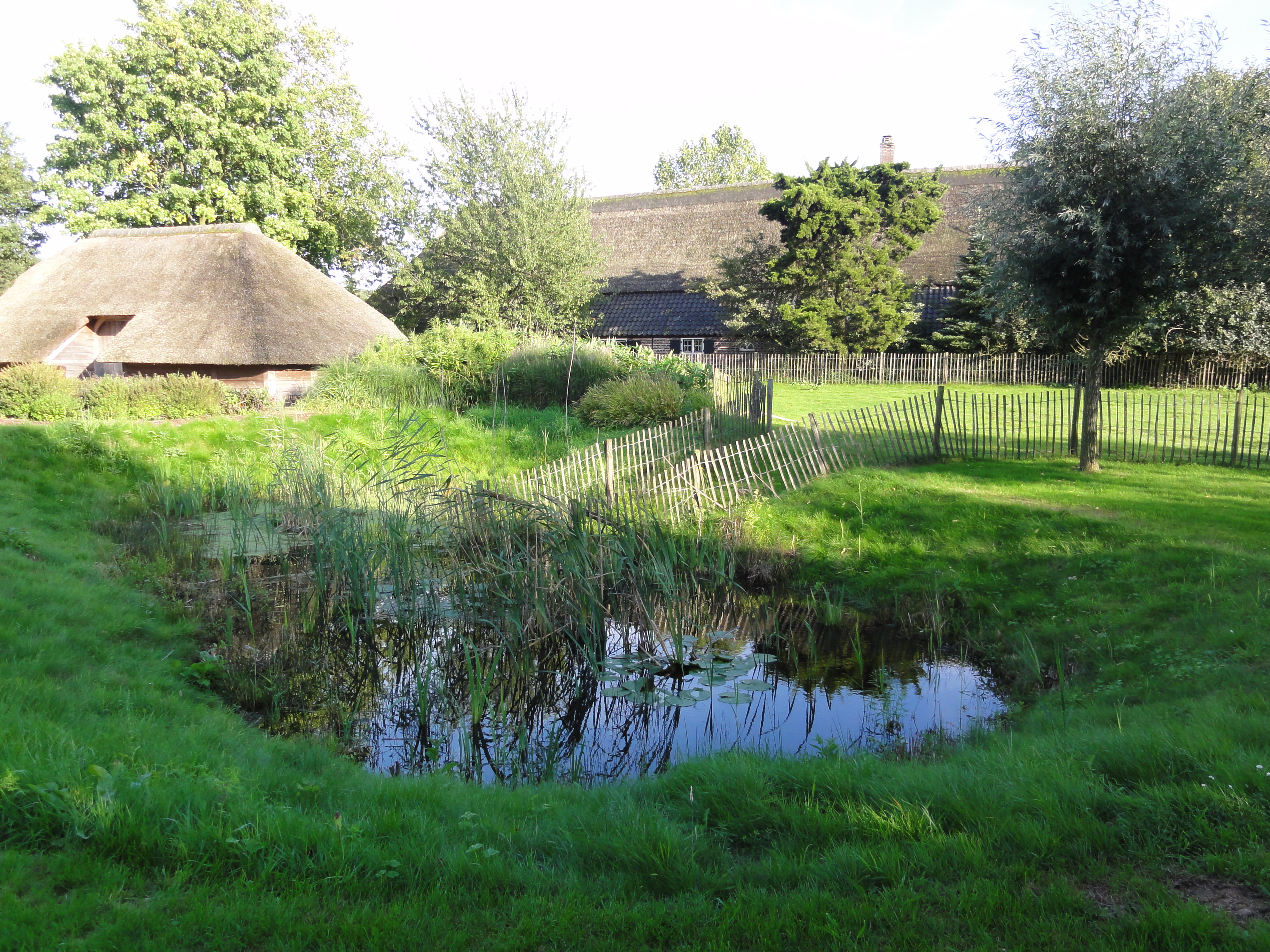
Boerderij, Alverna (1704)
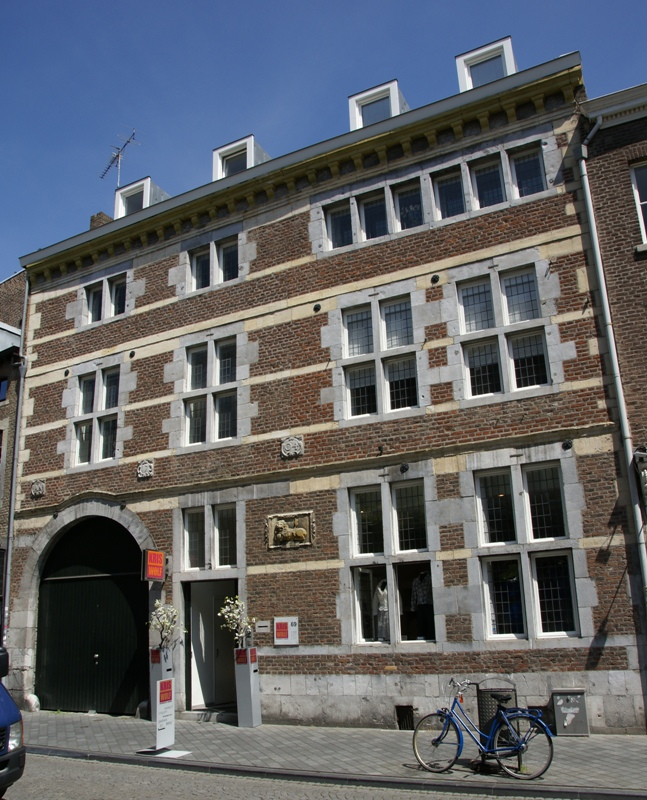
Voorm. uitspanning, Maastricht (1704)

## Geboren
mei
- 7 - Carl Heinrich Graun, Duits barokcomponist (overleden 1759)

juni
- 11 - José António Carlos de Seixas, Portugees componist (overleden 1742)

juli
- 31 - Gabriel Cramer, Zwitsers wiskundige naar wie de Regel van Cramer is vernoemd (overleden 1752)

augustus
- 12 - Carolina van Nassau-Saarbrücken, regentes van Palts-Zweibrücken (overleden 1774)

## Overleden
februari
- 24 - Marc-Antoine Charpentier (60), Frans componist

maart
- 17 - Menno van Coehoorn (63), Nederlands militair en vestingbouwkundige

april
- 20 - Agneta Block (74), Nederlands botanica

mei
- 3 - Heinrich Ignaz Franz Biber (59), Oostenrijks componist en violist van Boheemse herkomst

oktober
- 28 - John Locke (72), Brits filosoof